# Japan Open 1997
Die Japan Open 1997 im Badminton fanden vom 14. bis zum 19. Januar 1997 in Tokio statt. Das Preisgeld betrug 170.000 US-Dollar, was dem Turnier zu einem Fünf-Sterne-Status im Grand-Prix-Circuit verhalf.

## Sieger und Platzierte
| Disziplin    | Gold                       | Silber                                  | Bronze                                 |
| ------------ | -------------------------- | --------------------------------------- | -------------------------------------- |
| Herreneinzel | Peter Rasmussen            | Park Sung-woo                           | Peter Gade                             |
| Herreneinzel | Peter Rasmussen            | Park Sung-woo                           | Ardy Wiranata                          |
| Dameneinzel  | Mia Audina                 | Gong Zhichao                            | Ye Zhaoying                            |
| Dameneinzel  | Mia Audina                 | Gong Zhichao                            | Camilla Martin                         |
| Herrendoppel | Ricky Subagja Rexy Mainaky | S. Antonius Budi Ariantho Denny Kantono | Cheah Soon Kit Yap Kim Hock            |
| Herrendoppel | Ricky Subagja Rexy Mainaky | S. Antonius Budi Ariantho Denny Kantono | Jon Holst-Christensen Thomas Lund      |
| Damendoppel  | Ge Fei Gu Jun              | Eliza Nathanael Zelin Resiana           | Qin Yiyuan Tang Hetian                 |
| Damendoppel  | Ge Fei Gu Jun              | Eliza Nathanael Zelin Resiana           | Lisbet Stuer-Lauridsen Marlene Thomsen |
| Mixed        | Liu Yong Ge Fei            | Jens Eriksen Marlene Thomsen            | Michael Søgaard Rikke Olsen            |
| Mixed        | Liu Yong Ge Fei            | Jens Eriksen Marlene Thomsen            | Chen Xingdong Peng Xinyong             |

## Finalergebnisse
| Disziplin    | Sieger                     | Finalist                                | Ergebnis           |
| ------------ | -------------------------- | --------------------------------------- | ------------------ |
| Herreneinzel | Peter Rasmussen            | Park Sung-woo                           | 15-3, 15-1         |
| Dameneinzel  | Mia Audina                 | Gong Zhichao                            | 11-3, 2-11, 11-5   |
| Herrendoppel | Ricky Subagja Rexy Mainaky | Denny Kantono S. Antonius Budi Ariantho | 15-11, 7-15, 15-7  |
| Damendoppel  | Ge Fei Gu Jun              | Eliza Nathanael Zelin Resiana           | 12-15, 15-12, 15-1 |
| Mixed        | Liu Yong Ge Fei            | Jens Eriksen Marlene Thomsen            | 15-8, 15-10        |

## Ergebnisse

### Herreneinzel
- Dong Jiong –  Wong Choong Hann: 15-10 / 15-12
- Ardy Wiranata –  Hiroyuki Yamaguchi: 15-9 / 15-4
- Henrik Bengtsson –  Kim Hak-kyun: 15-4 / 6-15 / 15-10
- Hidetaka Yamada –  Jan Jørgensen: 15-3 / 15-4
- Alan Budikusuma –  Lo Ah Heng: 15-5 / 15-1
- Kenzi Tuneyama –  Liao Chun-Yi: 15-9 / 6-15 / 15-4
- Thomas Stuer-Lauridsen –  Ge Cheng: 15-5 / 15-1
- Peter Knowles –  Hiroshi Shimizu: 15-4 / 15-2
- Henrik Sørensen –  Fung Permadi: 18-13 / 15-11
- Fumihiko Machida –  Salim: 15-12 / 15-8
- Ong Ewe Hock –  Yau Tsz Yuk: 15-4 / 15-2
- Peter Rasmussen –  Masahiro Yabe: 15-4 / 15-9
- Luo Yigang –  Keishi Kawaguchi: 15-7 / 15-6
- Rikard Magnusson –  Mike Beres: 18-14 / 15-5
- Shinji Ohta –  Patrick Lau Kim Pong: 15-11 / 15-10
- Chen Gang –  Thomas Johansson: 18-14 / 15-7
- Keita Masuda –  Tam Lok Tin: 15-8 / 10-15 / 15-4
- Indra Wijaya –  Jason Wong: 15-10 / 15-6
- Park Sung-woo –  Josemari Fujimoto: 15-4 / 15-8
- Kevin Han –  Hu Chinig-Hsin: 15-1 / 18-15
- Poul-Erik Høyer Larsen –  Colin Haughton: 15-12 / 15-11
- Daniel Eriksson –  Shuichi Nakao: 15-6 / 17-15
- Budi Santoso –  Hwang Sun-ho: 15-6 / 15-6
- Kenneth Jonassen –  Sun Jun: 15-11 / 15-8
- Darren Hall –  Hing Yu-Da: 13-15 / 15-11 / 15-3
- Peter Gade –  Iain Sydie: 15-7 / 15-6
- Nunung Subandoro –  Ng Wei: 17-14 / 15-9
- Rashid Sidek –  Tadashi Ohtsuka: 15-2 / 15-2
- Han Dong-sung –  Zainul Hafiz Yusof: w.o.
- Jeroen van Dijk –  Davincy Saha: w.o.
- Yuji Yoshikawa –  Felix Ooi: w.o.
- Takahiro Suka –  Kam Fook Ng: w.o.
- Ardy Wiranata –  Dong Jiong: 18-13 / 15-6
- Henrik Bengtsson –  Hidetaka Yamada: 15-9 / 15-6
- Alan Budikusuma –  Kenzi Tuneyama: 15-1 / 15-5
- Thomas Stuer-Lauridsen –  Peter Knowles: 15-7 / 15-6
- Henrik Sørensen –  Han Dong-sung: 15-12 / 17-14
- Jeroen van Dijk –  Fumihiko Machida: 15-7 / 15-5
- Peter Rasmussen –  Ong Ewe Hock: 15-6 / 16-18 / 15-11
- Luo Yigang –  Rikard Magnusson: 15-11 / 15-11
- Chen Gang –  Shinji Ohta: 15-6 / 15-2
- Indra Wijaya –  Keita Masuda: 15-7 / 15-2
- Park Sung-woo –  Yuji Yoshikawa: 15-3 / 15-5
- Poul-Erik Høyer Larsen –  Kevin Han: 18-16 / 15-6
- Budi Santoso –  Daniel Eriksson: 15-7 / 15-11
- Kenneth Jonassen –  Takahiro Suka: 15-7 / 15-6
- Peter Gade –  Darren Hall: 15-11 / 15-6
- Rashid Sidek –  Nunung Subandoro: 15-12 / 15-3
- Ardy Wiranata –  Henrik Bengtsson: 8-15 / 15-9 / 15-2
- Alan Budikusuma –  Thomas Stuer-Lauridsen: 15-13 / 17-8 / 15-13
- Jeroen van Dijk –  Henrik Sørensen: 15-10 / 9-15 / 15-6
- Peter Rasmussen –  Luo Yigang: 15-10 / 15-8
- Indra Wijaya –  Chen Gang: 15-9 / 15-5
- Park Sung-woo –  Poul-Erik Høyer Larsen: 8-15 / 15-9 / 15-8
- Budi Santoso –  Kenneth Jonassen: 11-15 / 15-2 / 15-6
- Peter Gade –  Rashid Sidek: 18-15 / 15-4
- Ardy Wiranata –  Alan Budikusuma: 15-5 / 15-7
- Peter Rasmussen –  Jeroen van Dijk: 15-8 / 15-12
- Park Sung-woo –  Indra Wijaya: 15-11 / 15-6
- Peter Gade –  Budi Santoso: 9-15 / 15-10 / 15-8
- Peter Rasmussen –  Ardy Wiranata: 15-2 / 15-5
- Park Sung-woo –  Peter Gade: 13-18 / 15-10 / 15-5
- Peter Rasmussen –  Park Sung-woo: 15-3 / 15-1

### Dameneinzel Qualifikation
- Lee Kyung-won –  Chika Yoshioka: 11-3 / 11-8
- Naoko Miyake –  Ling Wan Ting: 10-12 / 11-5 / 12-9
- Donna Kellogg –  Hiroko Nagamine: 10-12 / 11-2 / 12-10
- Rii Matsumoto –  Chen Yueh-ying: 11-6 / 11-1
- Jaw Hua-ching –  Eriko Motegi: 11-5 / 11-9
- Kaori Mori –  Lin Chiu-yin: 11-6 / 11-2
- Kanako Yonekura –  Lee Kyung-won: 11-5 / 11-1
- Chiemi Ishii –  Naoko Miyake: 11-7 / 11-8
- Donna Kellogg –  Mariko Nakayama: 3-11 / 11-5 / 11-7
- Kyoko Komuro –  Rii Matsumoto: 12-11 / 11-4
- Satomi Igawa –  Jaw Hua-ching: 11-7 / 11-6

### Dameneinzel
- Mia Audina –  Lotte Thomsen: 11-1 / 11-3
- Marina Andrievskaia –  Satomi Igawa: 11-5 / 11-6
- Zhang Ning –  Chikako Nakayama: 11-1 / 12-10
- Kyoko Komuro –  Denyse Julien: 11-0 / 11-12 / 11-7
- Ye Zhaoying –  Huang Chia-chi: 11-3 / 11-6
- Takako Ida –  Miho Tanaka: 11-6 / 11-4
- Ra Kyung-min –  Lidya Djaelawijaya: 11-7 / 11-7
- Julia Mann –  Margit Borg: 9-11 / 12-9 / 11-7
- Charmaine Reid –  Robbyn Hermitage: 2-11 / 12-9 / 11-2
- Lee Joo Hyun –  Meiluawati: 11-3 / 11-7
- Hisako Mizui –  Louisa Koon Wai Chee: 11-1 / 11-5
- Camilla Martin –  Dai Yun: 11-5 / 4-11 / 11-8
- Kanako Yonekura –  Pornsawan Plungwech: 12-9 / 11-4
- Jihyun Marr –  Milaine Cloutier: 11-0 / 11-0
- Yasuko Mizui –  Kara Solmundson: 11-0 / 11-5
- Gong Zhichao –  Ellen Angelina: 11-5 / 11-6
- Mia Audina –  Marina Andrievskaia: 10-12 / 11-7 / 11-2
- Zhang Ning –  Kyoko Komuro: 11-5 / 12-11
- Ye Zhaoying –  Takako Ida: 11-4 / 11-7
- Ra Kyung-min –  Julia Mann: 11-2 / 11-1
- Lee Joo Hyun –  Charmaine Reid: 11-7 / 11-4
- Camilla Martin –  Hisako Mizui: 11-7 / 11-8
- Jihyun Marr –  Kanako Yonekura: 11-4 / 11-3
- Gong Zhichao –  Yasuko Mizui: 11-2 / 11-7
- Mia Audina –  Zhang Ning: 10-12 / 12-10 / 11-5
- Ye Zhaoying –  Ra Kyung-min: 12-11 / 11-8
- Camilla Martin –  Lee Joo Hyun: 11-4 / 11-3
- Gong Zhichao –  Jihyun Marr: 11-5 / 11-7
- Mia Audina –  Ye Zhaoying: 12-9 / 11-6
- Gong Zhichao –  Camilla Martin: 12-11 / 6-11 / 11-2
- Mia Audina –  Gong Zhichao: 11-3 / 2-11 / 11-5

### Herrendoppel Qualifikation
- Koji Miya /  Eiji Takahashi –  Henrik Bengtsson /  Daniel Eriksson: 15-10 / 15-6

### Herrendoppel
- Ricky Subagja /  Rexy Mainaky –  Chan Siu Kwong /  Tam Lok Tin: 15-3 / 15-1
- Ge Cheng /  Tao Xiaoqiang –  Jens Eriksen /  Christian Jakobsen: 12-15 / 15-8 / 15-11
- Ha Tae-kwon /  Kang Kyung-jin –  Lee Sung-yuan /  Lin Wei-hsiang: 15-6 / 15-8
- Siripong Siripool /  Khunakorn Sudhisodhi –  Choong Tan Fook /  Lee Wan Wah: 15-3 / 15-9
- Sigit Budiarto /  Candra Wijaya –  Fumihiko Machida /  Seiichi Watanabe: 15-3 / 15-10
- Peter Axelsson /  Pär-Gunnar Jönsson –  Shinji Ohta /  Takuya Takehana: 15-6 / 9-15 / 15-12
- Jon Holst-Christensen /  Thomas Lund –  Chew Choon Eng /  Rosman Razak: 15-7 / 15-8
- Brent Olynyk /  Iain Sydie –  Patrick Lau Kim Pong /  Wei Kwang Eric Law: 15-6 / 15-9
- Keita Masuda /  Tadashi Ohtsuka –  Koji Miya /  Eiji Takahashi: 11-15 / 15-4 / 15-3
- Liu Yong /  Zhang Wei –  Huang Chuan-chen /  Lu Teu-Ping: 15-8 / 15-6
- S. Antonius Budi Ariantho /  Denny Kantono –  Mike Beres /  Bryan Moody: 15-3 / 15-7
- Simon Archer /  Chris Hunt –  Chern Chih-Zeh /  Wei Chun-Yi: 15-5 / 15-6
- Kitipon Kitikul /  Pramote Teerawiwatana –  Tony Gunawan /  Rudy Wijaya: 15-10 / 15-13
- Kenneth Jonassen /  András Piliszky –  Henrik Andersson /  Johan Tholinsson: 15-6 / 15-2
- Cheah Soon Kit /  Yap Kim Hock –  Hwang Sun-ho /  Lee Dong-soo: 15-7 / 7-15 / 15-11
- Takuya Katayama /  Yuzo Kubota –  Eddeeza Saha /  Fredyno Saha: w.o.
- Ricky Subagja /  Rexy Mainaky –  Ge Cheng /  Tao Xiaoqiang: 15-7 / 15-5
- Ha Tae-kwon /  Kang Kyung-jin –  Siripong Siripool /  Khunakorn Sudhisodhi: 15-8 / 15-7
- Sigit Budiarto /  Candra Wijaya –  Peter Axelsson /  Pär-Gunnar Jönsson: 18-14 / 9-15 / 15-7
- Jon Holst-Christensen /  Thomas Lund –  Brent Olynyk /  Iain Sydie: 15-2 / 15-9
- Liu Yong /  Zhang Wei –  Keita Masuda /  Tadashi Ohtsuka: 15-8 / 15-4
- S. Antonius Budi Ariantho /  Denny Kantono –  Takuya Katayama /  Yuzo Kubota: 15-9 / 15-11
- Simon Archer /  Chris Hunt –  Kitipon Kitikul /  Pramote Teerawiwatana: 15-6 / 15-11
- Cheah Soon Kit /  Yap Kim Hock –  Kenneth Jonassen /  András Piliszky: 15-7 / 7-15 / 15-11
- Ricky Subagja /  Rexy Mainaky –  Ha Tae-kwon /  Kang Kyung-jin: 18-14 / 18-15
- Jon Holst-Christensen /  Thomas Lund –  Sigit Budiarto /  Candra Wijaya: 15-12 / 15-8
- S. Antonius Budi Ariantho /  Denny Kantono –  Liu Yong /  Zhang Wei: 15-9 / 15-9
- Cheah Soon Kit /  Yap Kim Hock –  Simon Archer /  Chris Hunt: 15-8 / 15-12
- Ricky Subagja /  Rexy Mainaky –  Jon Holst-Christensen /  Thomas Lund: 15-4 / 15-9
- S. Antonius Budi Ariantho /  Denny Kantono –  Cheah Soon Kit /  Yap Kim Hock: 15-11 / 15-6
- Ricky Subagja /  Rexy Mainaky –  S. Antonius Budi Ariantho /  Denny Kantono: 15-11 / 7-15 / 15-7

### Damendoppel
- Park Soo-yun /  Yim Kyung-jin –  Chiemi Ishii /  Yuko Ohta: 15-2 / 15-7
- Dai Yun /  Ye Zhaoying –  Milaine Cloutier /  Robbyn Hermitage: 18-13 / 15-5
- Hisako Mizui /  Yasuko Mizui –  Donna Kellogg /  Joanne Nicholas: 15-7 / 17-14
- Satomi Igawa /  Hiroko Nagamine –  Huang Chia-chi /  Jaw Hua-ching: 15-7 / 15-6
- Gong Zhichao /  Zhang Ning –  Chen Li-chin /  Tsai Hui-min: 15-8 / 15-7
- Finarsih /  Susi Susanti –  Naoko Miyake /  Kaori Mori: 15-3 / 15-5
- Takae Masumo /  Chikako Nakayama –  Louisa Koon Wai Chee /  Ling Wan Ting: 15-3 / 15-2
- Denyse Julien /  Charmaine Reid –  Chen Yueh-ying /  Lin Chiu-yin: 14-17 / 15-9 / 15-5
- Kyoko Komuro /  Kara Solmundson –  Helene Kirkegaard /  Rikke Olsen: w.o.
- Eliza Nathanael /  Zelin Resiana –  Park Soo-yun /  Yim Kyung-jin: 15-9 / 10-15 / 18-17
- Qin Yiyuan /  Tang Yongshu –  Hisako Mizui /  Yasuko Mizui: 15-3 / 15-6
- Satomi Igawa /  Hiroko Nagamine –  Kyoko Komuro /  Kara Solmundson: 15-7 / 15-11
- Gong Zhichao /  Zhang Ning –  Yoshiko Iwata /  Haruko Matsuda: 15-8 / 15-12
- Lisbet Stuer-Lauridsen /  Marlene Thomsen –  Finarsih /  Susi Susanti: 17-14 / 9-15 / 15-2
- Takae Masumo /  Chikako Nakayama –  Ann Jørgensen /  Majken Vange: 15-12 / 15-5
- Ge Fei /  Gu Jun –  Denyse Julien /  Charmaine Reid: 15-1 / 15-0
- Dai Yun /  Ye Zhaoying –  Aiko Miyamura /  Akiko Miyamura: w.o.
- Eliza Nathanael /  Zelin Resiana –  Dai Yun /  Ye Zhaoying: 15-8 / 15-7
- Qin Yiyuan /  Tang Yongshu –  Satomi Igawa /  Hiroko Nagamine: 15-5 / 15-4
- Lisbet Stuer-Lauridsen /  Marlene Thomsen –  Gong Zhichao /  Zhang Ning: 15-7 / 15-8
- Ge Fei /  Gu Jun –  Takae Masumo /  Chikako Nakayama: 15-10 / 15-3
- Eliza Nathanael /  Zelin Resiana –  Qin Yiyuan /  Tang Yongshu: 8-15 / 15-7 / 15-9
- Ge Fei /  Gu Jun –  Lisbet Stuer-Lauridsen /  Marlene Thomsen: 15-10 / 15-4
- Ge Fei /  Gu Jun –  Eliza Nathanael /  Zelin Resiana: 12-15 / 15-12 / 15-1

### Mixed
- Henrik Andersson /  Margit Borg –  Norio Imai /  Haruko Matsuda: 10-15 / 15-13 / 15-8
- Jens Eriksen /  Marlene Thomsen –  Yau Tsz Yuk /  Louisa Koon Wai Chee: 15-5 / 15-8
- Chen Xingdong /  Peng Xinyong –  Tatsuya Hirai /  Izumi Kida: 15-11 / 15-5
- Jens Olsson /  Astrid Crabo –  Brent Olynyk /  Charmaine Reid: 15-2 / 15-4
- Thomas Stavngaard /  Ann Jørgensen –  Lee Wei-jen /  Tsai Hui-min: 15-8 / 15-7
- Ha Tae-kwon /  Yim Kyung-jin –  Chris Hunt /  Donna Kellogg: 17-18 / 15-3 / 18-16
- Chan Siu Kwong /  Ling Wan Ting –  Bryan Moody /  Milaine Cloutier: 8-15 / 17-14 / 15-6
- Lee Dong-soo /  Park Soo-yun –  Johan Tholinsson /  Marina Andrievskaia: 15-8 / 15-5
- Liu Yong /  Ge Fei –  Christian Jakobsen /  Majken Vange: 15-9 / 15-3
- Flandy Limpele /  Rosalina Riseu –  Koji Miya /  Tomomi Matsuo: 15-8 / 15-6
- Simon Archer /  Joanne Nicholas –  Atsuhito Kitani /  Shinobu Sasaki: 15-9 / 15-7
- Peter Axelsson /  Catrine Bengtsson –  Zhang Wei /  Gu Jun: 10-15 / 18-17 / 15-7
- Khunakorn Sudhisodhi /  Pornsawan Plungwech –  Ri Choi Gyu /  Yong Kin Kim: 15-7 / 15-4
- Michael Søgaard /  Rikke Olsen –  Iain Sydie /  Denyse Julien: 15-9 / 15-6
- Mike Beres /  Robbyn Hermitage –  Tao Xiaoqiang /  Liu Lufang: w.o.
- Tri Kusharyanto /  Minarti Timur –  Henrik Andersson /  Margit Borg: 15-6 / 15-5
- Jens Eriksen /  Marlene Thomsen –  Mike Beres /  Robbyn Hermitage: 15-0 / 15-6
- Chen Xingdong /  Peng Xinyong –  Jens Olsson /  Astrid Crabo: 15-8 / 6-15 / 15-8
- Ha Tae-kwon /  Yim Kyung-jin –  Thomas Stavngaard /  Ann Jørgensen: 15-12 / 4-15 / 15-4
- Lee Dong-soo /  Park Soo-yun –  Chan Siu Kwong /  Ling Wan Ting: 15-3 / 15-1
- Liu Yong /  Ge Fei –  Flandy Limpele /  Rosalina Riseu: 15-8 / 15-2
- Peter Axelsson /  Catrine Bengtsson –  Simon Archer /  Joanne Nicholas: 15-10 / 15-10
- Michael Søgaard /  Rikke Olsen –  Khunakorn Sudhisodhi /  Pornsawan Plungwech: 15-4 / 15-1
- Jens Eriksen /  Marlene Thomsen –  Tri Kusharyanto /  Minarti Timur: 18-14 / 15-18 / 18-15
- Chen Xingdong /  Peng Xinyong –  Ha Tae-kwon /  Yim Kyung-jin: 18-17 / 15-12
- Liu Yong /  Ge Fei –  Lee Dong-soo /  Park Soo-yun: 15-10 / 15-11
- Michael Søgaard /  Rikke Olsen –  Peter Axelsson /  Catrine Bengtsson: 10-15 / 15-4 / 15-8
- Jens Eriksen /  Marlene Thomsen –  Chen Xingdong /  Peng Xinyong: 15-6 / 15-11
- Liu Yong /  Ge Fei –  Michael Søgaard /  Rikke Olsen: 15-12 / 17-15
- Liu Yong /  Ge Fei –  Jens Eriksen /  Marlene Thomsen: 15-8 / 15-10